# Tamenus femoratus
Tamenus femoratus är en spindeldjursart som beskrevs av Beier 1932. Tamenus femoratus ingår i släktet Tamenus och familjen Atemnidae. Inga underarter finns listade i Catalogue of Life.